# Памятник Зелимхану Харачоевскому
Памятник Зелимхану Харачоевскому был поставлен в 2008 году в селении Ца-Ведено на личные средства братьев Шамсуди и Сайпуди Чимаевых. В 2009 году памятник был перенесён в родное село абрека Харачой и установлен у родника «Девичья коса».

## История
Зелимхан (1872—1913) происходил из зажиточной семьи, имел крупный и мелкий рогатый скот, лошадей, мельницу и большую пасеку, в которой насчитывалось несколько сот ульев. По обвинению в убийстве был заключён Грозненскую в тюрьму, откуда бежал в 1901 году. Оказавшись вне закона, он в одиночку или с немногочисленными соратниками убивал царских чиновников, грабил банки, казённые учреждения. Отобранные деньги и ценности, как правило, распределял среди бедных.
Ещё при жизни Зелимхан стал очень популярен в Чечне. Попытки увековечить его память предпринимались многократно. Памятник был создан в середине 1970-х годов и установлен на въезде в Веденский район, но его уничтожили в ходе боевых действий. В 2008 году памятник восстановили в том же виде. На следующий год его перенесли на новое место — близ Харачойского водопада.
Памятник отлит из бронзы. Композиционно он состоит из двух частей: абрек, сидящий на камне, и его конь, пасущийся рядом.